# Eleonora Gasparrini
Eleonora Camilla Gasparrini (Turín, 25 de marzo de 2002) es una deportista italiana que compite en ciclismo en la modalidad de ruta. Ganó una medalla de bronce en el Campeonato Europeo de Ciclismo en Ruta de 2024, en la prueba de ruta sub-23.

## Medallero internacional
| Campeonato Europeo | Campeonato Europeo | Campeonato Europeo | Campeonato Europeo |
| Año                | Lugar              | Medalla            | Competición        |
| ------------------ | ------------------ | ------------------ | ------------------ |
| 2024               | Limburgo (Bélgica) | Medalla de bronce  | Ruta sub-23        |

## Palmarés
2022
- MerXem Classic

2023
- 1 etapa de la Vuelta a Suiza

2024
- Trofeo Binisalem-Andrach
- La Classique Morbihan
- 3.ª en el Campeonato de Italia en Ruta
- 3.ª en el Campeonato Europeo en Ruta sub-23
- Gran Premio Stuttgart & Region

2025
- Gran Premio de Morbihan